# John Shaw (zeiler)
John Shaw (23 mei 1937) was een Australisch zeiler.
Shaw nam tweemaal deel aan de Olympische Zomerspelen en won in 1972 de gouden medaille in de draken-klasse. Dit waren de laatste spelen waarbij de Drakenklasse een olympisch onderdeel waren.

## Olympische Zomerspelen
| Jaar | Plaats      | Resultaten      |
| ---- | ----------- | --------------- |
| 1968 | Mexico-stad | 5e Drakenklasse |
| 1972 | München     | Drakenklasse    |

1948: Hakon Barfod / Sigve Lie / Thor Thorvaldsen ·
1952: Hakon Barfod / Sigve Lie / Thor Thorvaldsen ·
1956: Folke Bohlin / Bengt Palmquist / Leif Wikström ·
1960: Odysseus Eskitzoglou / Constantijn van Griekenland / Georgios Zaimis ·
1964: Ole Berntsen / Christian von Bülow / Ole Poulsen ·
1968: George Friedrichs / Barton Jahncke / Gerald Schreck ·
1972: Thomas Anderson / John Cuneo / John Shaw